# Alcirona papuana
Alcirona papuana är en kräftdjursart som beskrevs av Giuseppe Nobili 1905. Alcirona papuana ingår i släktet Alcirona och familjen Corallanidae. Inga underarter finns listade i Catalogue of Life.